# Charta

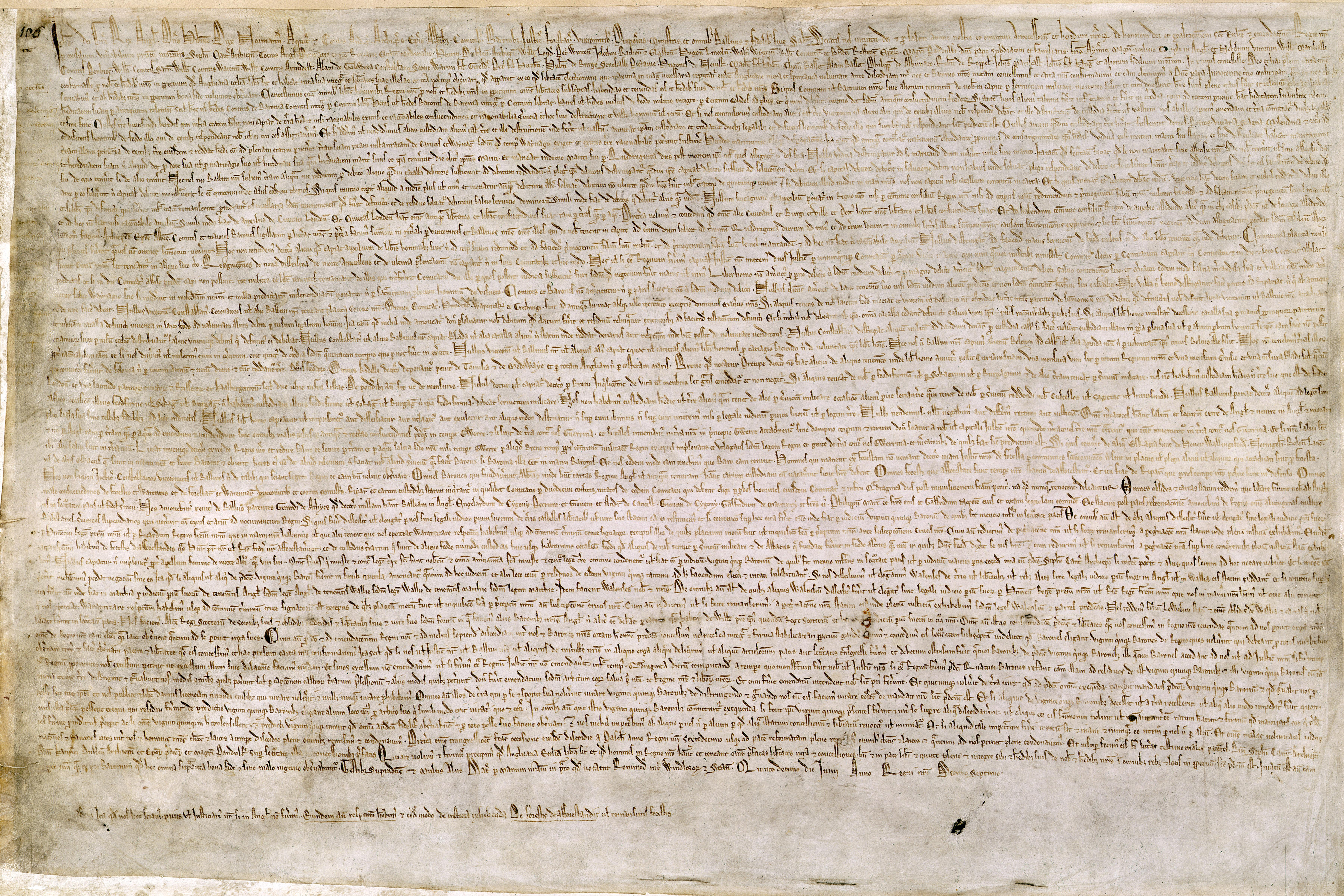
Magna Carta

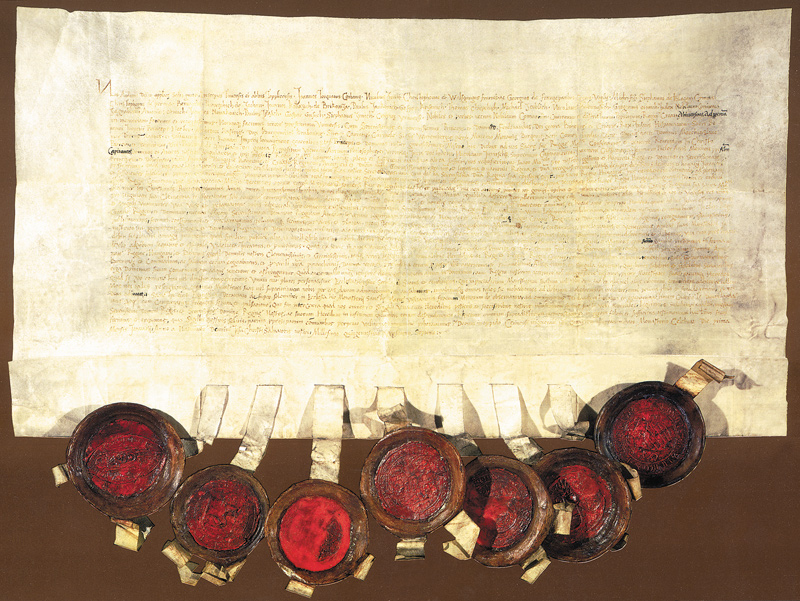
Charta von Cetingrad

Mit Charta (Pl. Chartas, Aussprache [ˈkarta]; lateinisch charta ‚Papierblatt, Schreibbogen‘, entlehnt aus altgriechisch χάρτης chártēs, möglicherweise mit dem ägyptischen Wort kheret-aa ‚Schreiberkästchen‘ verwandt) bezeichnet man die für das Staats- und Völkerrecht grundlegenden Urkunden.

## Wortbedeutungen
In der Diplomatik wird die Charta als frühmittelalterliche Urkundenform von der Notitia abgegrenzt: Die Charta ist eine dispositive Urkunde, die in der ersten Person und im Präsens formuliert ist, während die Notitia als Beweisurkunde in der dritten Person und im Perfekt formuliert ist. Die Charta war im frühen und hohen Mittelalter besonders im südlichen Europa (Italien, Spanien, Südfrankreich) in Gebrauch.
Im übertragenen Sinn wird der Begriff auch für Satzungen oder Selbstverpflichtungen nichtstaatlicher Organisationen verwendet. So gibt es z. B. Chartas von Künstlergruppen, Wissenschaftlern oder Berufsgemeinschaften.

## Bekannte Beispiele
Bekannte Chartas sind:
- Carta Caritatis, das im 12. Jh. entstandene Verfassungsdokument des Zisterzienserordens, regelt die Beziehungen der Zisterzienserklöster untereinander

- 1215 Magna Carta
- 1527 Charta von Cetingrad
- die portugiesische Verfassungscharta von 1826
- 1933 Charta von Athen (CIAM)
- 1945 Charta der Vereinten Nationen
- 1964 Charta von Venedig, Denkmalschutz
- Charta 77
- 18. August 1988 Hamas-Charta
- 7. Dezember 2000 Charta der Grundrechte der Europäischen Union
- 2003 Charta zum Erhalt des Digitalen Kulturerbes
- 11. März 2005 Europäische Charta für Forscher
- 2006 Charta der Vielfalt
- 2008 Charta 08

weitere Chartas in der Kategorie:Charta